# Juneda
Juneda ist eine katalanische Gemeinde in der Provinz Lleida im Nordosten Spaniens mit 3.473 Einwohnern (Stand: 2024). Sie ist Teil der Comarca Garrigues.

## Geographische Lage
Juneda liegt etwa 18 Kilometer ostsüdöstlich von Lleida. Sie besitzt einen Bahnhof an der Bahnlinie von Barcelona nach Lleida. 

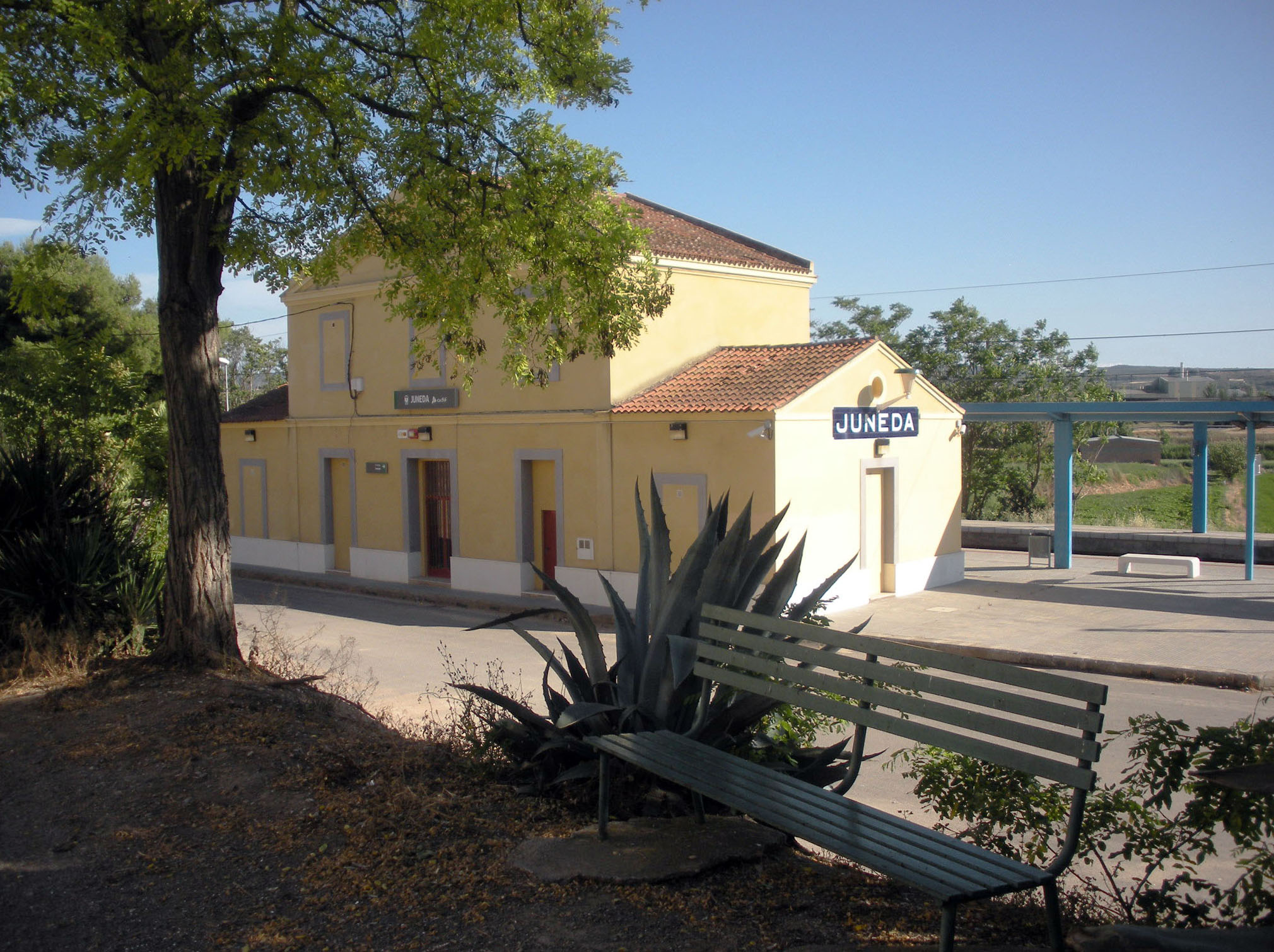
Bahnhof von Juneda

## Wirtschaft
Die Landwirtschaft besitzt traditionell eine große Bedeutung, insbesondere der Anbau von Oliven, Getreide, Mandeln und Obst. Heute findet sich auch eine breitgefächerter Industrie- und Dienstleistungssektor.
Das in der Region erzeugte Olivenöl ist weltweit begehrt, besonders das Öl der Sorte Arbequina. In der Mitte des 20. Jahrhunderts wurde dieses Öl fast vollständig nach Italien ausgeführt und dort als italienisches Öl verkauft oder zur Verbesserung der eigenen Produkte untergemischt.

## Sehenswürdigkeiten

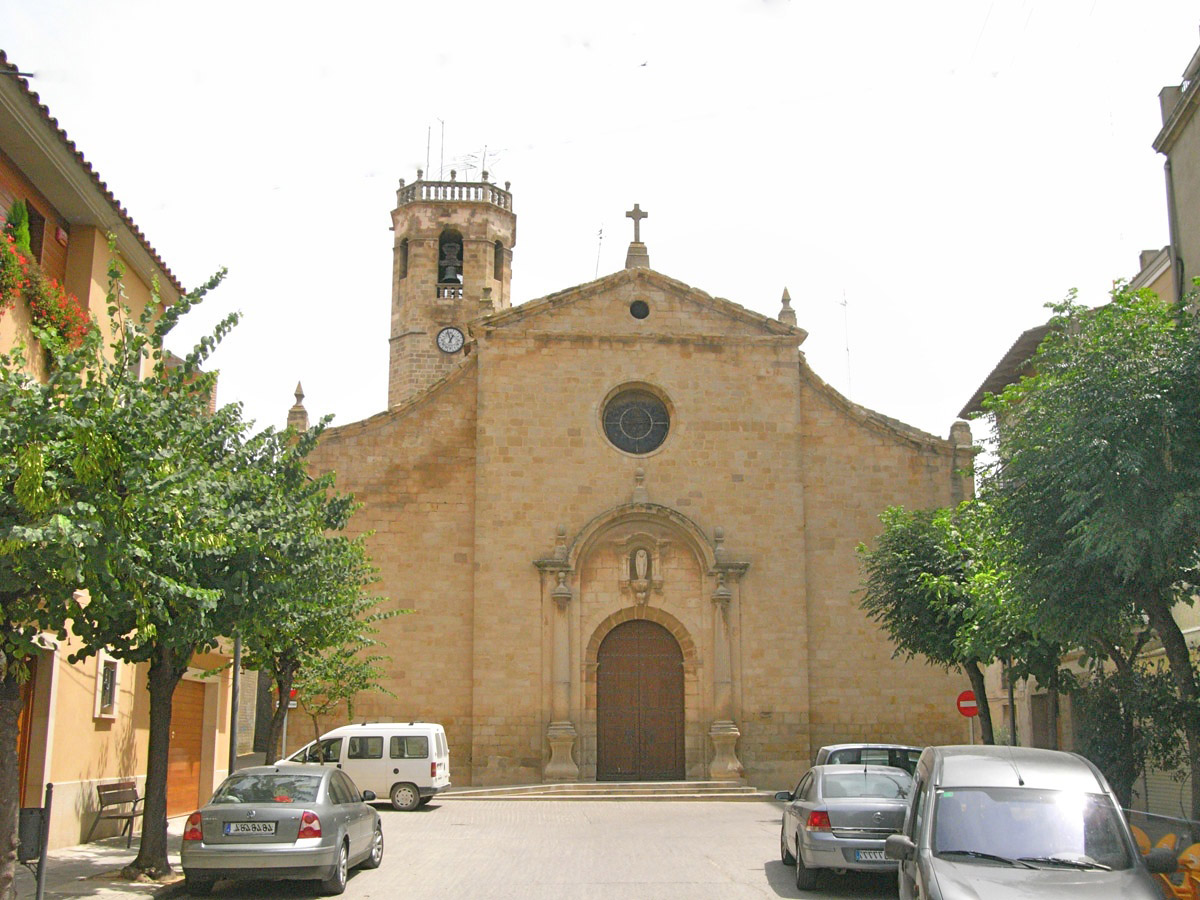
Transfigurationskirche
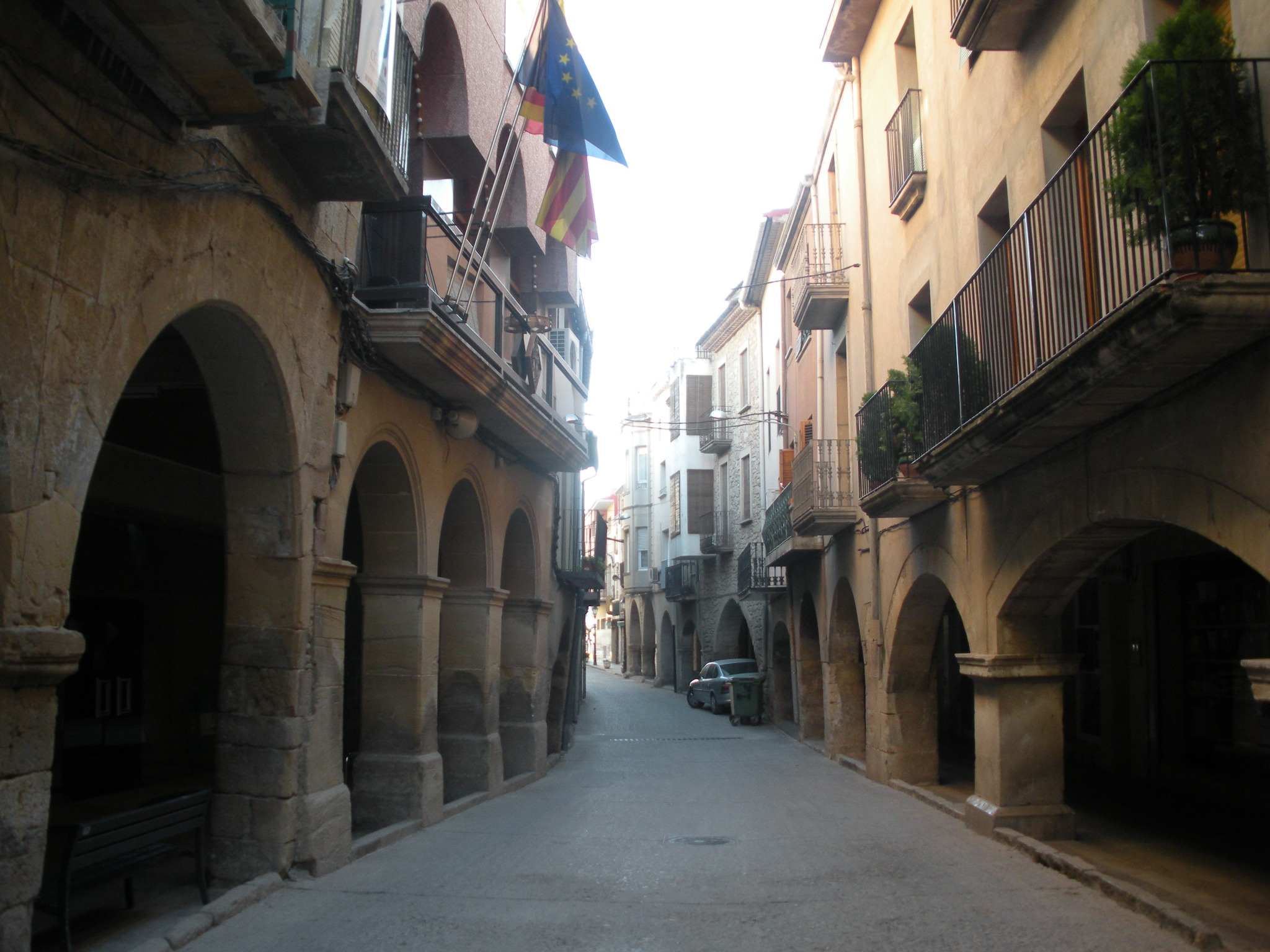
Hohe Straße (Carrer Major)
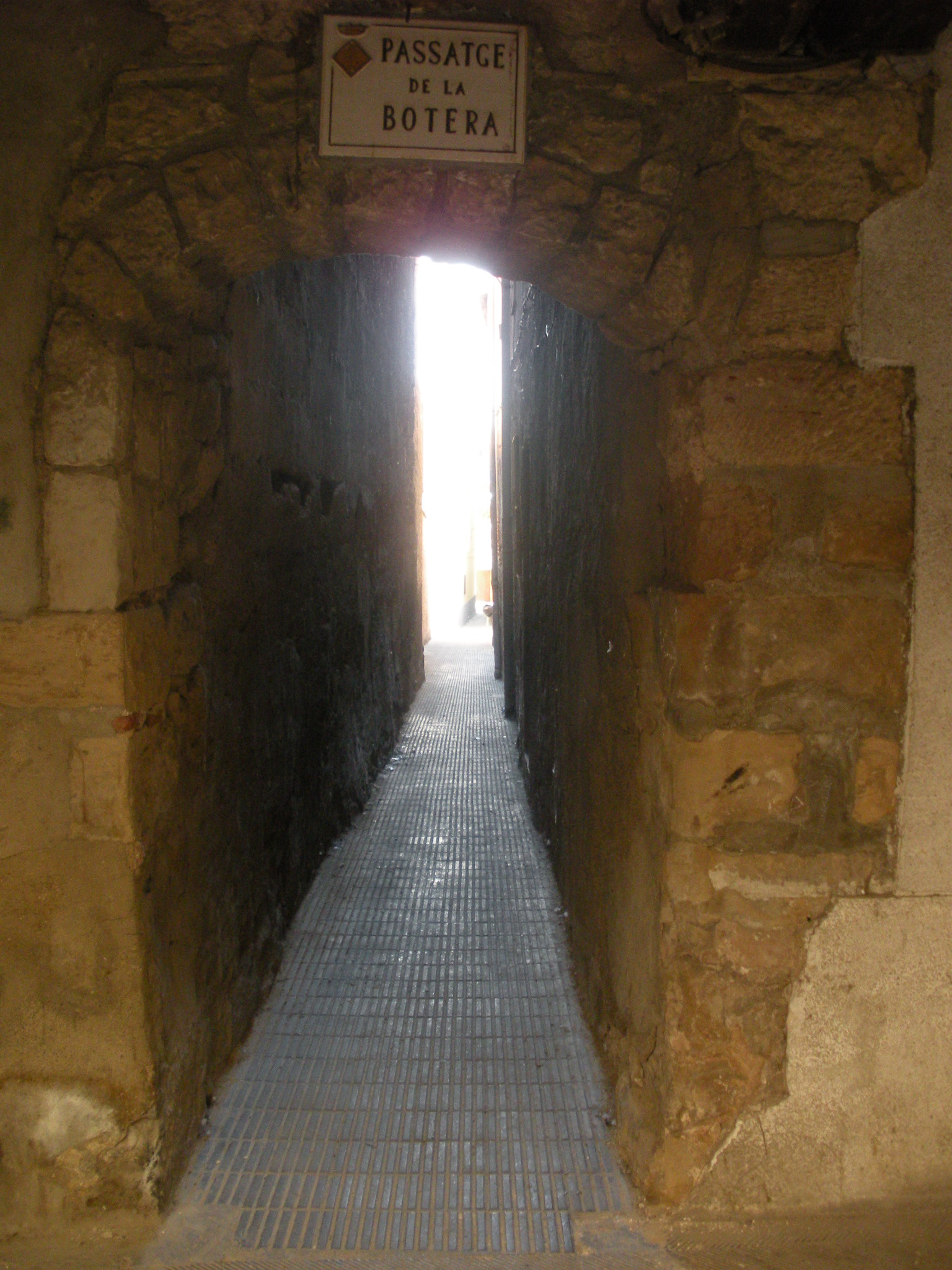
La Botera-Straße (Carrer La Botera)
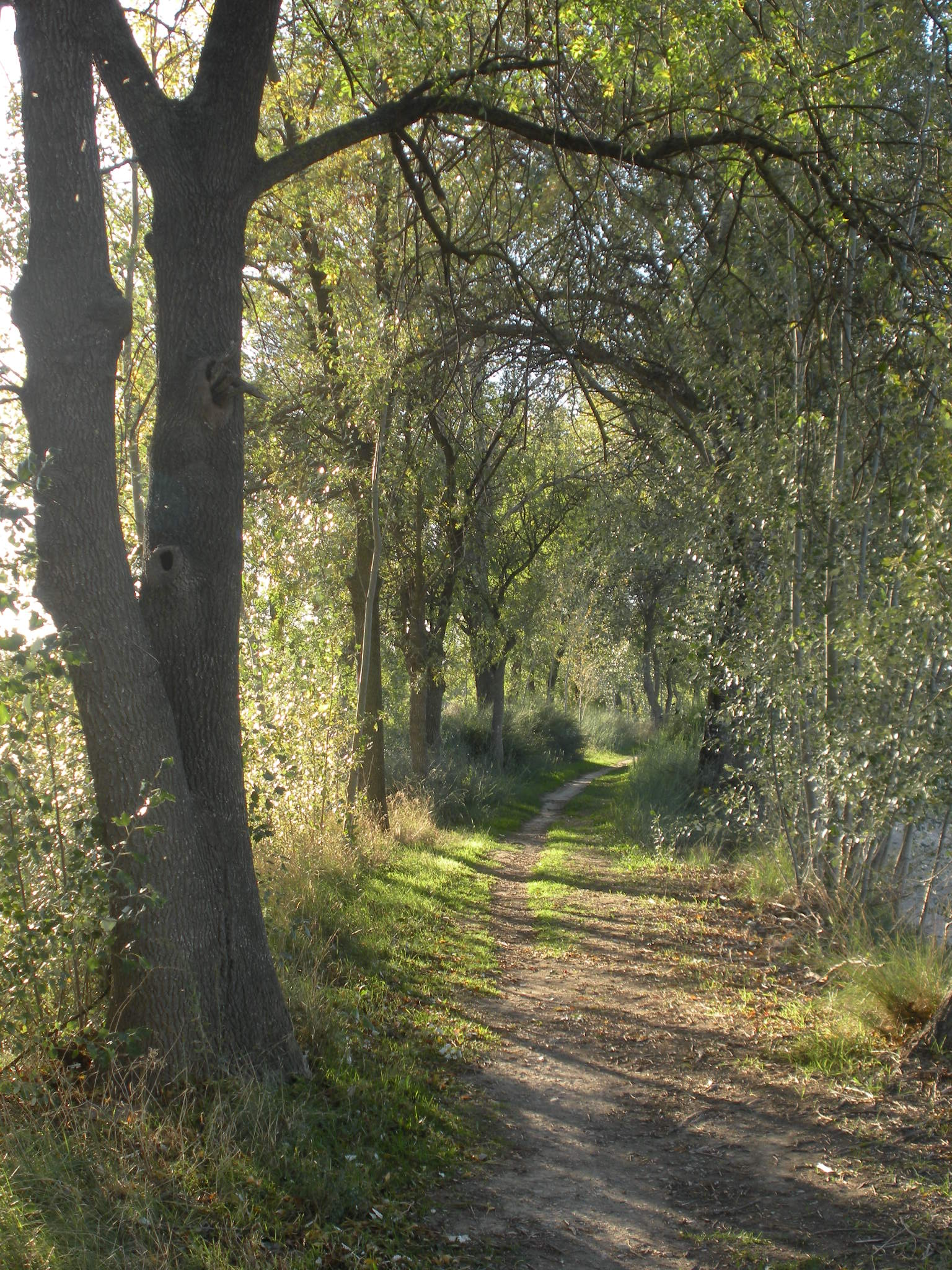
Parc de la Banqueta
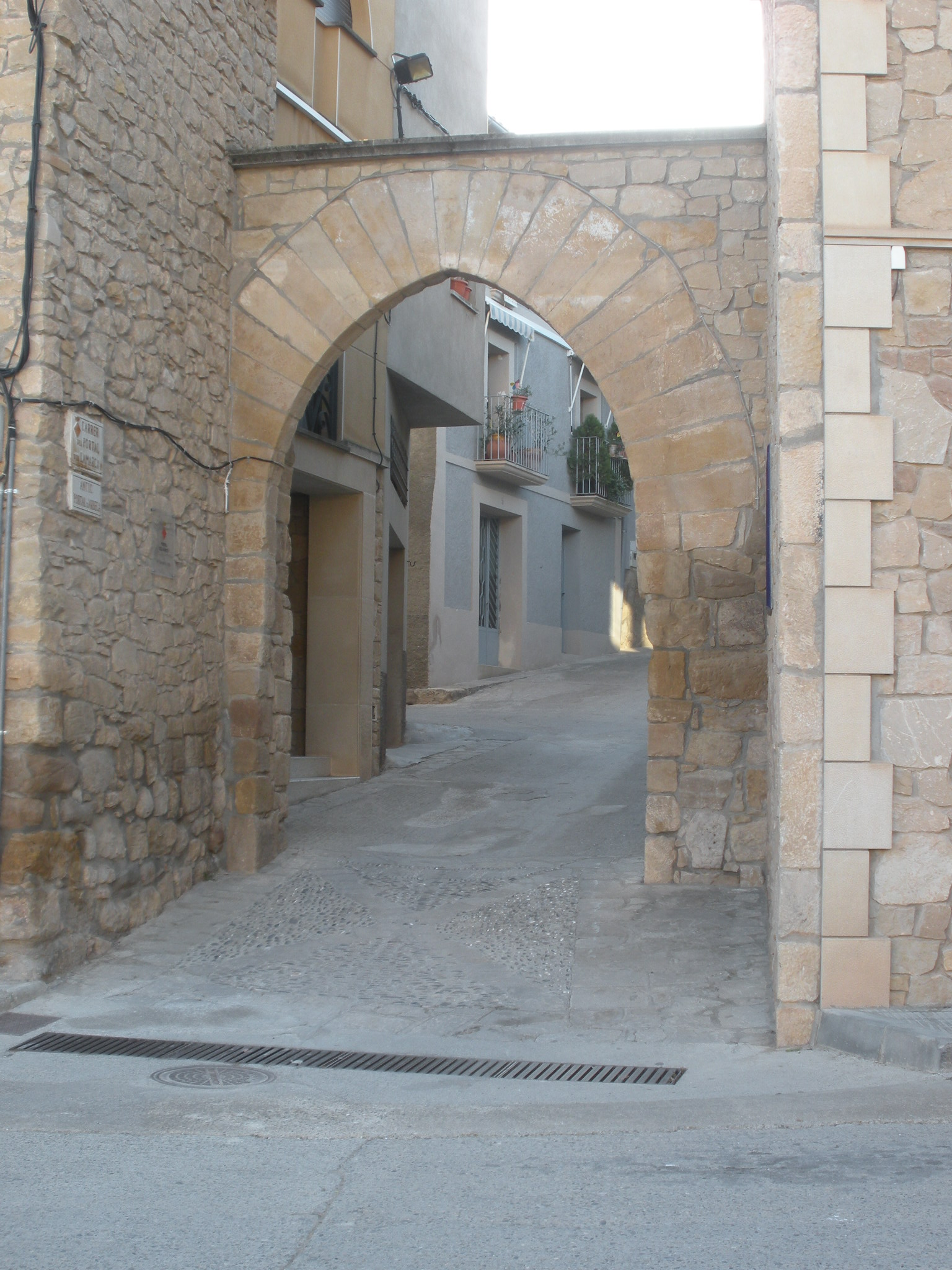
Lamarca-Tor
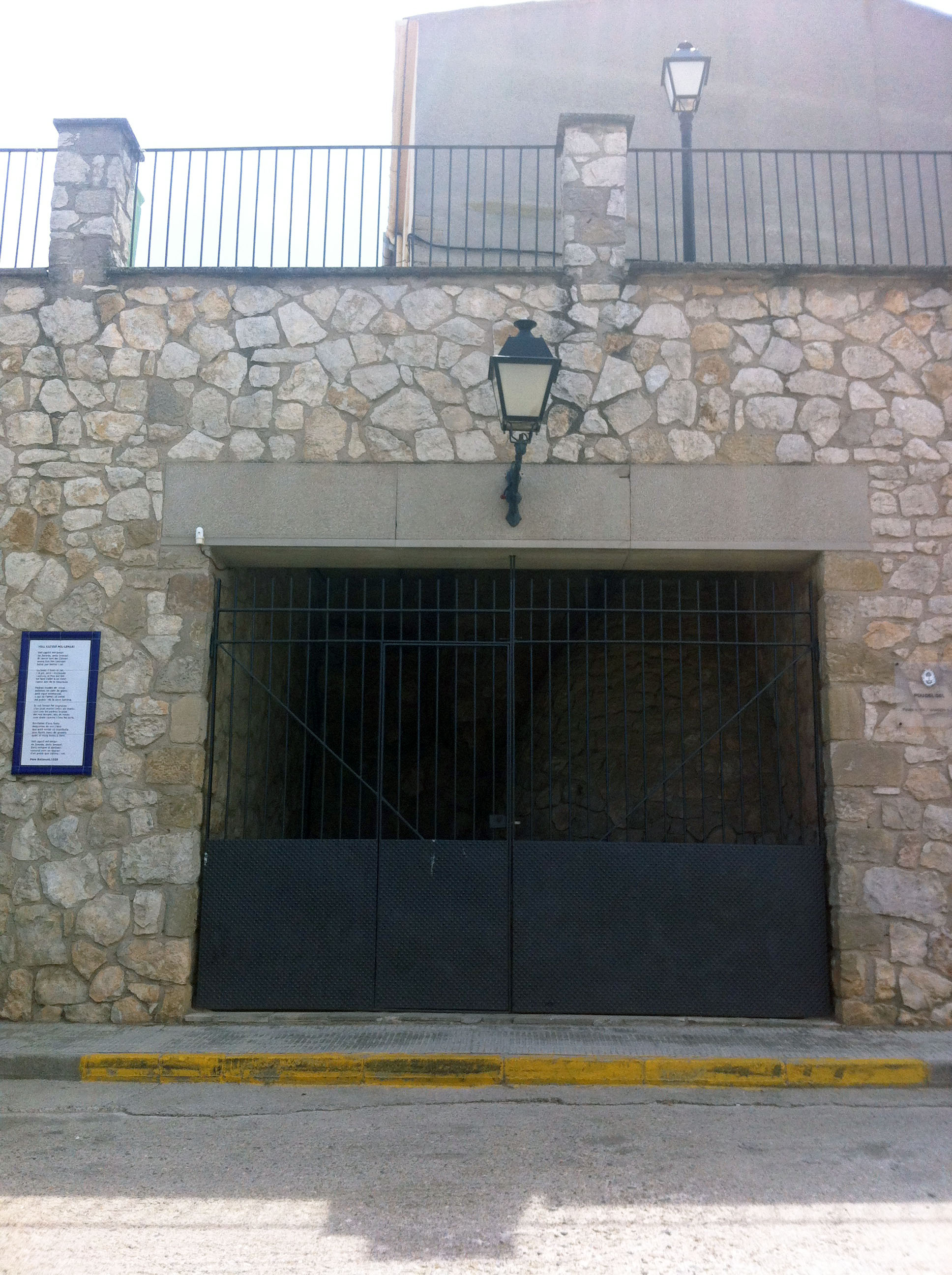
Eiskeller

- Transfigurationskirche
- Hohe Straße
- Straße La Botera
- Parc de la Banqueta
- Lamarca-Tor
- Eiskeller

## Persönlichkeiten
- Josep Vallribera (* 1937), bildender Künstler